# Antigius
Antigius là một chi bướm ngày thuộc họ Lycaenidae.

## Hình ảnh

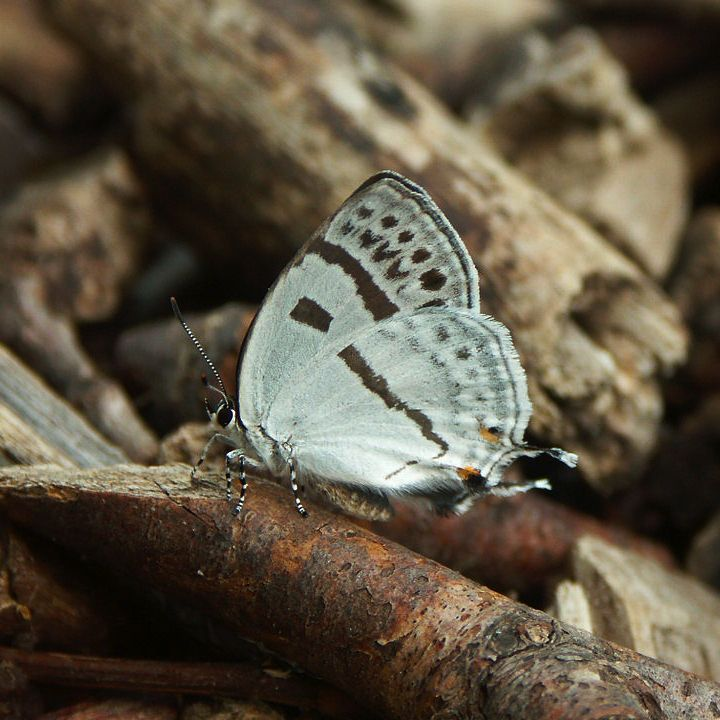

## Các loài
- Antigius attilia (Bremer, 1861)
- Antigius butleri (Fenton, 1881)
- Antigius cheni Koiwaya, 2004
- Antigius jinpingi Hsu, 2009
- Antigius shizuyai Koiwaya, 2002